# Emmanuel Ocran
Emmanuel Ocran (sinh ngày 19 tháng 2 năm 1996) là một cầu thủ bóng đá người Ghana hiện đang thi đấu cho câu lạc bộ Manchester 62 ở Gibraltar.

## Sự nghiệp thi đấu
Ocran là một thành phần của câu lạc bộ Wa All Stars vô địch Giải bóng đá ngoại hạng Ghana 2016. Ngày 15 tháng 2 năm 2017, Ocran gia nhập câu lạc bộ Real Monarchs theo dạng cho mượn từ All Stars. Tháng 9 năm 2019, anh trở về Ghana và thi đấu cho câu lạc bộ Dreams FC.
Ngày 17 tháng 7 năm 2021, anh gia nhập Lincoln Red Imps F.C. theo dạng cho mượn.

## Sự nghiệp thi đấuq uốc tế
Ocran được triệu tập lên đội tuyển Ghana vào tháng 8 năm 2016 để chuẩn bị cho Vòng loại Cúp bóng đá châu Phi 2017.

## Danh hiệu

### Câu lạc bộ
Wa All Stars
- Giải bóng đá ngoại hạng Ghana: 2016[7]
- Siêu cúp Ghana: 2017

### Cá nhân
- Cầu thủ xuất sắc nhất mùa giải của Kuntu Blankson: 2015–2016